# Sympetrum baccha
Sympetrum baccha е вид водно конче от семейство Libellulidae. Видът не е застрашен от изчезване.

## Разпространение и местообитание
Разпространен е в Китай (Гуандун, Гуанси, Гуейджоу, Джъдзян, Дзянси, Съчуан, Фудзиен, Хубей, Хунан, Хъйлундзян и Юннан), Провинции в КНР, Северна Корея, Тайван, Южна Корея и Япония (Кюшу, Хокайдо, Хоншу и Шикоку).
Обитава планини, възвишения, хълмове, поляни и езера.